# Ch-25

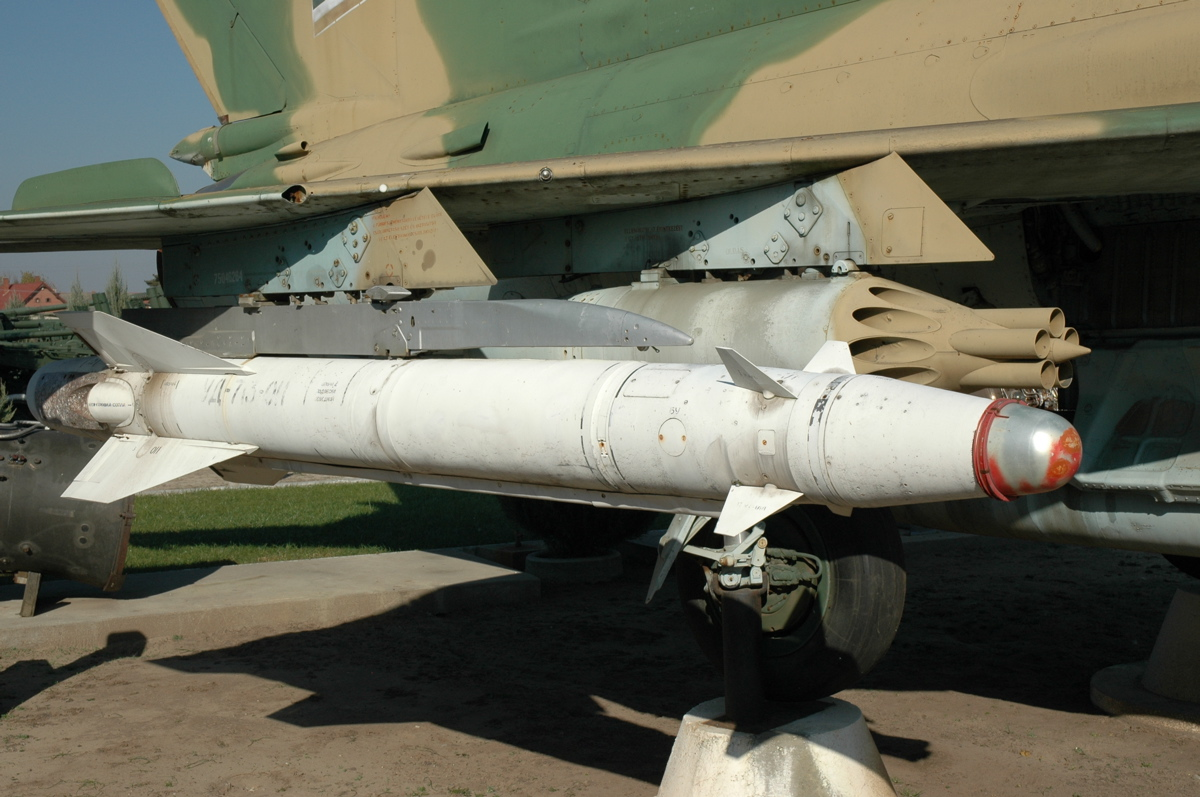
Ch-25ML.

De Ch-25 (Russisch: X-25) (NAVO-codenaam: AS-10 Karen) is familie van Russische lucht-grondraketten ontwikkeld door Zvezda als vervanging voor de Ch-23. De belangrijkste variant is de Ch-25M, waarbij de M staat voor modulair. Sinds 1975 is dit de enige variant van de raket; alleen de doelzoekers verschillen onderling en zijn uitwisselbaar.
Er zijn vijf varianten van deze modulaire raket. De Ch-25ML is geleid met semi-actieve laser, de Ch-25MR met radio en de Ch-25MTP met infrarood. Al deze varianten hebben de NAVO-codenaam AS-10 Karen. De Ch-25MP en Ch-27PS hebben echter een eigen NAVO-codenaam, namelijk AS-12 Kegler. Deze antiradarraketten zijn geleid met passieve radar en hebben een groter bereik dan de andere varianten. Ze hebben doelzoekers afgestemd op de frequenties van de MIM-23 Hawk en Nike Hercules.

## Specificaties
Bron:
- Producent: Zvezda
- Functie: Lucht-grondraket voor verschillende doeleinden
- Bereik: 10 km (Ch-25ML/MR/MTP), 40 km (Ch-25MP), 60 km (Ch-27PS)
- Topsnelheid: 870 m/s (Ch-25ML/MR/MTP), 450 m/s (Ch-25MP)
- Aandrijving: Raketmotor
- Lading: Hoogexplosief, 86 kg
- Massa bij lancering: 299 kg (Ch-25ML), 315 kg (Ch-25MP)
- Lengte: 3,705 m (Ch-25ML), 4,255/4,355 m (Ch-25MP)
- Schachtdiameter: 27,5 cm
- Spanwijdte vinnen: 75,5 cm
- Lanceerplatform:
  - Helikopters
    - Ka-25 (alleen tests)
    - Ka-27 (alleen tests)
    - Ka-50

  - Vliegtuigen
    - MiG-21
    - MiG-27
    - Soe-17
    - Soe-25